# 山南承宣
山南承宣（越南语：／），是後黎朝十三承宣之一，初設於黎聖宗光順七年（1466年），東北同海陽承宣界，北臨京北承宣，西北接奉天府（昇龍），西連山西承宣、南毗清華承宣。

## 建制沿革
光順七年（1466年）初設時名天長承宣，後光順十年（1469年）黎聖宗重新改定十二承宣時更名為山南承宣。至洪德二十一年（1490年）四月，黎聖宗下令繪製各承宣地圖（劃定版圖），各承宣改題為「處」，山南承宣為山南處，至襄翼帝洪順年間又改稱為鎮。
南北朝時山南鎮之地由莫朝所領，時以太平、建昌、龍興、快州等路改隸海陽承宣。
黎顯宗景興二年（1741年），山南鎮析分上下二鎮，至西山朝、阮初二鎮皆屬北城所轄，阮聖祖明命三年（1822年）山南上鎮改為山南鎮，山南下鎮為南定鎮，明命十二年（1831年）北城諸鎮撤鎮設省，以南定鎮先興府之興仁、延河、神溪三縣及山南鎮快州府之東安、金洞、天施、僊侶、芙蓉縣，設爲興安省。山南之應和、里仁、常信三府，山西鎮國威府之慈廉縣，改隸懷德府，設爲河內省。以南定鎮所轄天長、義興、建昌、太平四府，山南鎮先興府青關縣，改隸建昌府，設爲南定省

## 行政區劃
光順七年（1466年）山南承宣轄9府36縣。
- 常信府轄清潭縣、浮雲縣、上福縣3縣
- 蒞仁府轄維新縣、金榜縣、平陸縣、南昌縣、青廉縣5縣
- 應天府轄清威縣、山明縣、彰德縣、懷安縣4縣
- 快州府轄芙蓉縣、僊侶縣、金洞縣、天施縣、東安縣5縣
- 建昌府轄舒池縣、真定縣、武仙縣3縣
- 義興府轄懿安縣、望瀛縣、大安縣、天本縣4縣
- 新興府轄御天縣、延河縣、神溪縣、青蘭縣4縣
- 太平府轄瑞英縣、瓊瑰縣、附翼縣、東關縣4縣
- 天長府轄南真縣、美祿縣、膠水縣、上元縣4縣

光順十年（1469年）重劃政區時，山南承宣加轄2府6縣，轄下府縣增至11府42縣
- 長安府轄嘉遠縣、安康縣、 安謨縣3縣
- 天關府轄寧化縣、樂土縣、奉化縣3縣